# Heitor Cramez
Heitor Cramez (S. Dinis, Vila Real, 1 de dezembro de 1889 — Mira, Coimbra, 30 de agosto de 1967) foi um pintor e professor português.

## Vida e obra

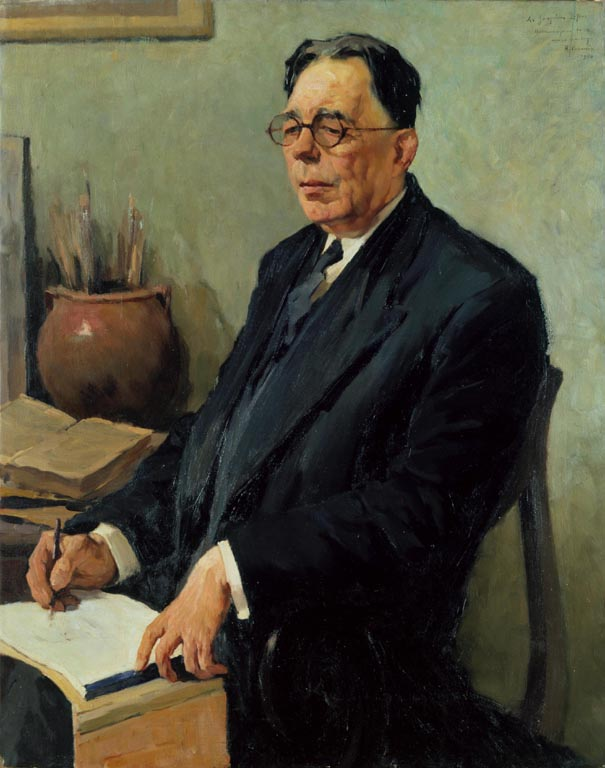
Retrato do pintor Joaquim Lopes, de Heitor Cramez.

Fez os seus estudos na escola de Desenho Industrial, em Vila Real, nos anos de 1904 e 1905 e dadas as suas altas notas foi incentivado a seguir Belas Artes pelo então diretor da escola, Nuno de Novais Júnior.
Inscreve-se na Escola Superior de Belas-Artes do Porto tendo como professores José de Brito e João Marques de Oliveira.
Em 1919 parte para Paris, como pensionista de Pintura do Estado, juntamente com Manuel Marques pensionista de Arquitetura.
Em Paris tem contacto com artistas franceses tornando-se mesmo discípulo do pintor Fernand Cormon, e de artistas portugueses como Diogo de Macedo, Abel Manta, Francisco Franco e Dórdio Gomes.
A sua primeira exposição data de 1925 e foi realizada no Ateneu Comercial do Porto.
Em 1929 funda com Miguel Barrias no Porto a Escola Nacional de Desenho, empresa que se dedicava ao ensino por correspondência.
A partir de 1930 inicia uma carreira como docente lecionando em Vila Real, na Escola Comercial e Industrial de "José Júlio Rodrigues" (1930-1938), na Escola de Artes Decorativas Soares dos Reis e na Escola de Belas Artes do Porto (1948–1959).
A 6 de setembro de 1957, foi agraciado com o grau de Oficial da Ordem da Instrução Pública.